# 2010 TD54
2010 TD54 – mała planetoida z grupy Apolla, odkryta 9 października 2010 roku w ramach programu Catalina Sky Survey. Asteroida należy do obiektów NEO. Nie ma ona jeszcze nazwy własnej ani numeru, a jedynie oznaczenie prowizoryczne.

## Orbita

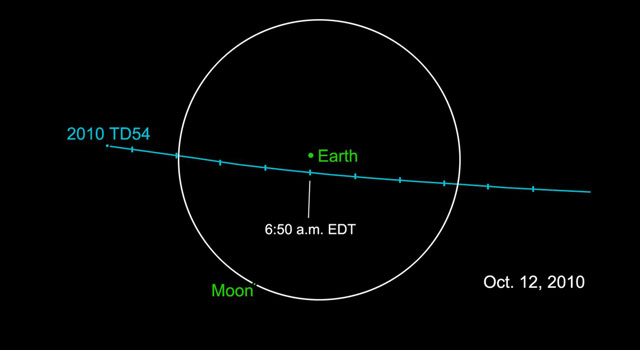
Tor przelotu planetoidy 2010 TD54 w pobliżu Ziemi w dniu 12 października 2010 (Źródło:NASA/JPL)

Planetoida obiega Słońce w ciągu 2 lat i 141 dni po orbicie, która przecina ekliptykę bardzo blisko orbity Ziemi. Najmniejsza jej odległość od środka Ziemi może wynieść ok. 0,000303 jednostki astronomicznej, czyli zaledwie 45 tys. km (39 tys. km od powierzchni Ziemi).
W dniu 12 października 2010 roku planetoida przeleciała w pobliżu Ziemi i Księżyca, przez co było możliwe jej odkrycie, pomimo rozmiaru szacowanego zaledwie na 5–10 metrów. Najbliżej Ziemi planetoida znalazła się ok. godz. 12:49 czasu polskiego (10:49 GMT; 6:49 EDT), a odległość od powierzchni Ziemi wyniosła wtedy ok. 45 tys. km